# Tierra Blanca, Comitán
Tierra Blanca är en ort i Mexiko.   Den ligger i kommunen Comitán Municipality och delstaten Chiapas, i den sydöstra delen av landet, 800 km öster om huvudstaden Mexico City. Tierra Blanca ligger 1 882 meter över havet och antalet invånare är 339.
Terrängen runt Tierra Blanca är lite bergig. Runt Tierra Blanca är det ganska tätbefolkat, med 67 invånare per kvadratkilometer. Närmaste större samhälle är Comitán, 11,5 km öster om Tierra Blanca. I omgivningarna runt Tierra Blanca växer huvudsakligen savannskog.